# Juliet (Modern-Talking-Lied)
Juliet ist ein Popsong und die zweite Single des elften Albums von Modern Talking, Victory.

## Entstehung und Inhalt
Der Song wurde von Dieter Bohlen selbst geschrieben und produziert. Anders als die anderen Lieder, die Modern Talking vorher veröffentlicht hat, hat der Song Einflüsse aus der klassischen Disco-Musik und kopiert im Refrain den Textrhythmus der Hookline von Alicia Bridges’ Song I Love the Nightlife. Der Songtext handelt von einer Frau, die der Protagonist zwar als kompliziert beschreibt, mit der er aber dennoch das Nachtleben genießt. Dieter Bohlen gab an, die Idee zu dem Lied sei ihm nach einer Partynacht in der Hamburger Prominentenbar Wollenberg gekommen. Der Produzent Boris Dlugosch warf Bohlen allerdings vor, er habe neben dem Textrhythmus der Hookline von I Love the Nightlife auch ein Sample vom Song Starlight der französischen Band The Supermen Lovers und Mani Hoffman verwendet.

## Veröffentlichung und Rezeption
Juliet erschien am 29. April 2002 bei Hansa Records und erreichte in verschiedenen europäischen Ländern die Charts. In Deutschland schaffte es die Single auf Platz 25. In Österreich kam sie bis auf Platz 42, in der Schweiz auf Platz 83. Die Single enthielt den Song zusätzlich in der 5:08 Minuten langen Remixversion von Jeo sowie zwei zusätzliche Titel.
Thomas Anders coverte den Song später.

## Titelliste
CD-Maxi, Hansa 74321 93836 2 (BMG) / EAN 0743219383624	29.04.2002
1. "Juliet" – 3:39
2. "Juliet" (Jeo's Remix) – 5:08
3. "Higher Than Heaven" (U-Max Mix) – 3:40
4. "Down on My Knees" – 3:42

## Charts und Chartplatzierungen
| ChartsChartplatzierungen | Höchstplatzierung | Wochen |
| ------------------------ | ----------------- | ------ |
| Deutschland (GfK)        | 25 (8 Wo.)        | 8      |
| Österreich (Ö3)          | 42 (5 Wo.)        | 5      |
| Schweiz (IFPI)           | 83 (1 Wo.)        | 1      |